# 패권
패권(覇權, 그리스어: ἡγεμονία 헤게모니아[*], 영어: hegemony 히제머니[*])이란 어떤 집단을 주도할 수 있는 권력이나 지위이자 어느 한 지배 집단이 다른 집단을 대상으로 행사하는 정치, 경제, 사상 또는 문화적 영향력을 지칭하는 용어이다. 이러한 지배 집단의 리더가 영향력을 갖기 위해서는 다수의 동의가 필요하다.
이 용어는 본래 특정 고대 그리스 도시 국가의 주변 도시 국가에 대한 정치적 지배를 의미했지만, 점차 다양한 맥락에서 사용되게 되었는데, 특히 맑스주의자인 안토니오 그람시의 문화적 헤게모니 이론이 그 예이다. 이 용어는 폭력이나 지배의 의사를 표현하는 데 종종 오용되기도 하는데, 어떻게 지배가 힘이 아닌 동의를 통해 얻어지는가를 강조할 때 더 잘 정의된다.
이 용어는 초강대국의 활동 등과 관련하여 '정치적 지배'를 뜻하게 되었다. 이탈리아의 사상가 안토니오 그람시(Gramsci,1891~1937)의 저서 《옥중수고(Selection from the Prison Notebook)》에 의하면 헤게모니는 다음을 의미한다. : 어떤 사회의 지배적 사회 집단이 사회 전체를 지적·도덕적으로 감독하고 그들의 목적을 지원할 새로운 사회적 시스템을 만들 수 있는 능력이 있다. 지배계급의 권력을 유지하기 위해서는 문화의 생산 및 분배를 이념적으로 통제하여 다른 집단의 동의(同意)를 만들어 내는 것이다. 어떤 지배적 사회계급이 학교, 종교단체 및 매스 미디어와 같은 기관을 통제함으로써 동맹계급과 피지배계급을 상대로 도덕적·지적 지도력을 행사할 때 그와 같은 시스템이 존재한다. 정부는 "피통치자의 동의를 통해"사회적·지적 권위를 행사하는데, "그러한 동의는 조직적이고 구체적이며 분명하게 이루어져" 그들의 통치권이 좀처럼 심각하게 도전받지 않는다. "국가는 동의를 얻고 요구하지만 이러한 동의를 '교육하기'도 한다.

## 문화 패권
문화 패권 또는 문화 헤게모니는 지배집단의 문화를 피지배집단이 수용하도록 조작된 이념이다.

## 대항 헤게모니
'대항 헤게모니'는 지배권의 자발적 동의를 통해 이루어진 지적, 도덕적 헤게모니에 대항하는 헤게모니를 일컫는 용어이다. 안토니오 그람시에 의해 주장된 대항 헤게모니는 오랜 투쟁 시간을 바탕으로 한 진지전을 특징으로 한다. 피지배가 대항 헤게모니를 헤게모니로 변환시키기 위해서는 기존의 헤게모니보다 정당성과 보편성을 가지는 헤게모니를 이끌어 내야하는데 그람시는 그 대항 헤게모니를 가능하게 하는 요소 중 큰 부분이 교육적인 것이며 그러한 일련의 과정은 진지전에 의해 달성이 가능한 혁명이라고 보았다.

## 같이 보기
- 지도력
- 권력
- 지배권
- 그림자 정부 (음모론)
- 뉴 월드 오더 (음모론)(NWO)
- 통화 패권(영어판)
- 다극체제
- 투키디데스의 함정(Thucydides Trap) - 새로운 패권국(Rising Power)의 대두와 그에 대한 기존 패권국(Ruling Power)의 두려움(fear)이 전쟁을 불가피하게 만든다는 가설
  - 그래험 앨리슨(영어판) - '투키디데스의 함정' 주창자
  - 투키디데스 - 고대 그리스 아테네의 역사가